# Liste der Monuments historiques in La Clisse
Die Liste der Monuments historiques in La Clisse führt die Monuments historiques in der französischen Gemeinde La Clisse auf.

## Liste der Bauwerke
| Bezeichnung          | Beschreibung              | Standort | Kennzeichnung | Schutzstatus | Datum | Bild           |
| -------------------- | ------------------------- | -------- | ------------- | ------------ | ----- | -------------- |
| Kirche Ste-Madeleine | Erbaut im 12. Jahrhundert | (Lage)   | PA00104655    | Inscrit      | 1928  | weitere Bilder |

## Liste der Objekte

### Kirche Ste-Madeleine
| Bezeichnung        | Beschreibung                                       | Standort | Kennzeichnung | Schutzstatus | Datum | Bild           |
| ------------------ | -------------------------------------------------- | -------- | ------------- | ------------ | ----- | -------------- |
| Retabel            | Stein, zweite Hälfte des 18. Jahrhunderts          | (Lage)   | PM17001222    | Inscrit      | 1981  |                |
| Tabernakel         | Holz, 18. Jahrhundert                              | (Lage)   | PM17001223    | Inscrit      | 1981  |                |
| Kanzel             | Stein, 18. Jahrhundert                             | (Lage)   | PM17001224    | Inscrit      | 1981  | weitere Bilder |
| Gemälde Kreuzigung | Ölgemälde mit Holzrahmen, von Pierre Vincent, 1783 | (Lage)   | PM17002600    | Inscrit      | 2015  |                |